# 二硫化アリル
二硫化アリル（にりゅうかアリル）またはジアリルジスルフィド (diallyl disulfide) はネギ属の植物にみられる有機硫黄化合物である。硫化アリルやジアリルテトラスルフィドとともに、ニンニクの精油の主成分をなしている。黄色みを帯びた液体で、水には溶けず、強いニンニク臭を持つ。ニンニクなどのネギ科植物を切ったときに放出されるアリシンが分解することによって生成する。二硫化アリルは、民間伝承でニンニクにあるさまざまな健康によい効果を持つとされる一方で、ニンニクアレルギーを引き起こすアレルゲンでもある。ごく薄く希釈したものが食品の香り付けに用いられる。

## 歴史
1844年にテオドール・ヴェーザイムは水蒸気蒸留によってニンニクから刺激臭のある物質を分離し、「アリル」と名づけた。その後1892年になって、フリードリヒ＝ヴィルヘルム・セムラーはその物質の成分の一つとして二硫化アリルを確認した。その前駆体であるアリシンは、1944年にチェスター・J・キャバリットとジョン・ヘイズ・バイリーにより発見されている。1947年、ストールとゼーベックは、アリナーゼという酵素によって二硫化アリルやアリシンがアリインなどシステインの誘導体から合成できることを見出した。

## 存在と製造
主にニンニクやタマネギ、リーキなど、ネギ科の植物の細胞が壊れるときに放出される、アリシンの分解によって生成する。ニンニクの鱗茎（球根）を水蒸気蒸留するともっとも効率よく得られ、精油は重量で2パーセントの二硫化アリルを含む。ニンニクの葉からも得られるが、その精油には0.006重量パーセント程度しか含まれていない。
工業的には二硫化ナトリウムと臭化アリルまたは塩化アリルから、不活性ガス雰囲気下 40–60 °C での反応により製造される。このとき二硫化ナトリウムは硫化ナトリウムと硫黄から系中で発生させる。反応は発熱的であり、収率は88%に達する
少量であれば、テトラブチルアンモニウム塩を触媒として、空気中で上記の原料から合成することができる。収率は82%以下となる。
アリシンの二硫化アリルへの還元は、37 °C 以上で特に速やかに起こる。
工業合成と植物からの抽出でともに問題となるのは、ジアリルトリスルフィドなど多硫化物からの分離である。これらは物理的性質が非常に似通っているため、普通に販売される製品の二硫化アリル含量は80%程度である。

## 性質

### 物理的性質
強いニンニク臭を持つ。食品工業では、肉・野菜・果物の香りをよくするために用いられる。
透明で黄色みを帯びた液体であり、80%品の沸点は 138–139 °Cである。引火点は 50 °C、密度は約 1.0 g/mL、蒸気圧は 20 °C で 1 mmHg である。極性は低いため水には溶けず、油脂やヘキサン、トルエンなどの非極性溶媒に溶ける。

### 化学反応

二硫化アリルの反応

ジアリルジスルフィドは酸化するとアリシンになるが、分解するとジアリルジスルフィドに戻る。触媒の存在下にハロゲン化アルキルと反応して1-アルキルチオ-3-アリルチオ-1-プロペンや1,3-ビス(アルキルチオ)プロペンを与える。ルテニウム触媒を使うと含硫黄複素複環化合物を合成できる。塩化鉄(III) や塩化銅(II) を触媒とする、多硫化ジアリル合成の前駆体となる。

## 生理作用

### においと味
二硫化アリルの不快臭は一過性受容体電位陽イオンチャネルA1 (TRPA1) を通じて知覚される。このイオンチャネルは、古くからヒトや動物だけでなく菌類にも存在している。すなわち、ネギ科植物は侵略者に対抗するため、進化の早い段階でジアリルジスルフィドとTRPA1の作用を使った防御機構を発達させてきたと考えられている。

### 被毒と解毒
二硫化アリルは細胞の解毒に有効である。求電子的な毒性物質に結合するグルタチオン S-転移酵素の生成を増加させる効果を持つ。この効果によってニンニクは肝細胞の解毒作用を助けたり、神経細胞を酸化的ストレスから保護したりすることが、インビトロ（試験管内）の実験で示されている。この解毒作用は炎症を防ぐ効果を持つ可能性がある。ラットに長期間二硫化アリルを投与すると、腸管細胞の被毒が防がれること、多量のニンニク油による副作用のうちのいくつかは二硫化アリルによるものではないことを示す実験結果が報告されている。
肝臓の解毒作用を補助する効果によって、二硫化アリルを化学療法、たとえばシアン化物の解毒など、を行う際の肝臓の保護に利用できるのではないかという提案がなされている。

### 抗菌効果
ネギ科植物の細胞の破壊に伴って放出される有機硫黄化合物は、抗菌剤、殺虫剤、殺幼虫剤としての効果を持つ。特に二硫化アリルは、ニンニク油がカビや微生物の生長を阻害する主要因である。胃潰瘍の原因菌であるヘリコバクター・ピロリに対しても効果を持つが、アリシンには及ばない。抗菌剤として、二硫化アリルはトブラマイシンとともに、外科手術の前に腸などの組織を選択的に除染するための薬剤に配合される。心臓弁膜手術を行う際に、そうした薬剤が内毒血症を防ぐという、臨床試験の報告例がある。

### 大腸癌予防
ニンニクは大腸癌を予防する効果があるとされ、いくつかの研究では、二硫化アリルはそのような効果をもたらす主因であると示されている。マウスでの実験により、効果は用量に依存することが明らかにされている。二硫化アリルは通常の細胞よりも癌細胞に強く作用する。また、酵素を活性化する活性酸素などの化学種を濃縮し、癌細胞の破壊を導く強い効果が、用量に従って現れると報告されている。

### 循環器疾患予防
ニンニクには循環器疾患の進行を防ぐ効果があるとされている。 動脈硬化や冠疾患などの循環器疾患の原因として酸化的ストレスが寄与している可能性があり、これは二硫化アリルが細胞の解毒を助けることなどによって減少させることができるとされる。イオンチャネルTRPA1を活性化することにより、二硫化アリルは短期的に血圧を降下させる作用を持つ。

## 安全性
二硫化アリルは皮膚刺激性を持ち、アレルゲンとして作用する。特に調理師や主婦に起こるニンニクアレルギー（ニンニクによるアレルギー性接触皮膚炎）の主要因である。アレルギー症状は指先から起こり、市販の手袋では二硫化アリルが透過するため防ぐことができない。
ラットでの経口による半数致死量 (LD50) は 260 mg/kg、経皮では 3.6 g/kg である。ネコでは 5 g/kg の高用量を皮膚に置くと、溶血性貧血による致死がみられている。
空気中、血液中の二硫化アリルはガスクロマトグラフィーで容易に検出することができる。
消防法に定める第4類危険物 第2石油類に該当する。